# Sains-en-Gohelle
Sains-en-Gohelle és un municipi francès situat al departament del Pas de Calais i a la regió dels Alts de França. L'any 2007 tenia 6.044 habitants.

## Demografia

### Població
El 2007 la població de fet de Sains-en-Gohelle era de 6.044 persones. Hi havia 2.233 famílies de les quals 560 eren unipersonals (236 homes vivint sols i 324 dones vivint soles), 520 parelles sense fills, 901 parelles amb fills i 252 famílies monoparentals amb fills.
La població ha evolucionat segons el següent gràfic:
Habitants censats

### Habitatges
El 2007 hi havia 2.377 habitatges, 2.297 eren l'habitatge principal de la família, 5 eren segones residències i 76 estaven desocupats. 2.115 eren cases i 258 eren apartaments. Dels 2.297 habitatges principals, 1.197 estaven ocupats pels seus propietaris, 1.048 estaven llogats i ocupats pels llogaters i 52 estaven cedits a títol gratuït; 15 tenien una cambra, 111 en tenien dues, 235 en tenien tres, 785 en tenien quatre i 1.151 en tenien cinc o més. 1.674 habitatges disposaven pel capbaix d'una plaça de pàrquing. A 1.078 habitatges hi havia un automòbil i a 754 n'hi havia dos o més.

### Piràmide de població
La piràmide de població per edats i sexe el 2009 era:
| Homes | Edats   | Dones |
| ----- | ------- | ----- |
| 0     | 95 o +  | 4     |
| 0     | 90 a 94 | 12    |
| 5     | 85 a 89 | 42    |
| 10    | 80 a 84 | 48    |
| 54    | 75 a 79 | 78    |
| 91    | 70 a 74 | 132   |
| 92    | 65 a 69 | 161   |
| 111   | 60 a 64 | 166   |
| 119   | 55 a 59 | 126   |
| 229   | 50 a 54 | 189   |
| 228   | 45 a 49 | 223   |
| 226   | 40 a 44 | 215   |
| 250   | 35 a 39 | 227   |
| 221   | 30 a 34 | 226   |
| 227   | 25 a 29 | 216   |
| 217   | 20 a 24 | 186   |
| 330   | 15 a 19 | 206   |
| 228   | 10 a 14 | 240   |
| 260   | 5 a 9   | 223   |
| 191   | 0 a 4   | 165   |

## Economia
El 2007 la població en edat de treballar era de 4.031 persones, 2.653 eren actives i 1.378 eren inactives. De les 2.653 persones actives 2.204 estaven ocupades (1.313 homes i 891 dones) i 449 estaven aturades (233 homes i 216 dones). De les 1.378 persones inactives 330 estaven jubilades, 401 estaven estudiant i 647 estaven classificades com a «altres inactius».

### Ingressos
El 2009 a Sains-en-Gohelle hi havia 2.419 unitats fiscals que integraven 6.299,5 persones, la mediana anual d'ingressos fiscals per persona era de 13.729 €.

### Activitats econòmiques
Dels 133 establiments que hi havia el 2007, 3 eren d'empreses alimentàries, 9 d'empreses de fabricació d'altres productes industrials, 16 d'empreses de construcció, 42 d'empreses de comerç i reparació d'automòbils, 6 d'empreses de transport, 9 d'empreses d'hostatgeria i restauració, 4 d'empreses financeres, 5 d'empreses immobiliàries, 8 d'empreses de serveis, 15 d'entitats de l'administració pública i 16 d'empreses classificades com a «altres activitats de serveis».
Dels 36 establiments de servei als particulars que hi havia el 2009, 1 era una oficina de correu, 1 una oficina bancària, 1 funerària, 7 tallers de reparació d'automòbils i de material agrícola, 1 autoescola, 2 paletes, 4 guixaires pintors, 2 fusteries, 3 lampisteries, 1 electricista, 2 empreses de construcció, 6 perruqueries, 2 restaurants, 1 agència immobiliària, 1 tintoreria i 1 saló de bellesa.
Dels 19 establiments comercials que hi havia el 2009, 1 era un hipermercat, 2 botiges de menys de 120 m², 3 fleques, 2 carnisseries, 1 una peixateria, 2 botigues de roba, 1 una sabateria, 2 botigues de material esportiu, 2 drogueries i 3 floristeries.
L'any 2000 a Sains-en-Gohelle hi havia 6 explotacions agrícoles.

## Equipaments sanitaris i escolars
Els 3 equipaments sanitaris que hi havia el 2009 eren farmàcies.
El 2009 hi havia 2 escoles maternals i 2 escoles elementals. Sains-en-Gohelle disposava d'un col·legi d'educació secundària amb 280 alumnes.

## Poblacions més properes
El següent diagrama mostra les poblacions més properes.